# Narodowa Arena Gimnastyczna w Baku
Narodowa Arena Gimnastyczna (azer. Milli Gimnastika Arenası) – hala widowiskowo-sportowa w Baku, stolicy Azerbejdżanu. Służy głównie do uprawiania gimnastyki. Została otwarta 16 kwietnia 2014 roku. W zależności od konfiguracji może pomieścić od 5000 do 10 000 widzów.
Arena została zainaugurowana 16 kwietnia 2014 roku przy udziale prezydenta Azerbejdżanu, İlhama Əliyeva. Hala służyć może różnym celom sportowym i pozasportowym, jednak dedykowana jest głównie sportom gimnastycznym i stanowi jeden z najlepszych obiektów na świecie poświęconych tej dyscyplinie. Obiekt może pomieścić, zależnie od konfiguracji, od 5000 do 10 000 widzów. Od zewnątrz arena posiada dekoracyjną, iluminowaną elewację. Projekt areny został stworzony przez biuro architektoniczne Broadway Malyan.
Hala gościła konkurencje gimnastyczne podczas igrzysk europejskich w 2015 roku, igrzysk solidarności islamskiej w 2017 roku i letniego olimpijskiego festiwalu młodzieży Europy w 2019 roku. Ponadto na arenie odbywały się m.in. mistrzostwa Europy w gimnastyce artystycznej (2014, 2019), mistrzostwa świata w gimnastyce artystycznej (2019), mistrzostwa świata w judo (2018), a także kobiece mistrzostwa Europy w siatkówce w 2017 roku (część spotkań fazy grupowej i wszystkie mecze rundy finałowej).